# Picumnus subtilis
El Carpinterito de Cuzco o Carpinterito de Franjas Finas, (Picumnus subtilis) es una especie de ave piciforme, perteneciente a la familia Picidae, subfamilia Picumninae, del género Picumnus.

## Localización
Es una especie de ave que se encuentra localizada en Perú.